# Gehyra serraticauda
Gehyra serraticauda — вид геконоподібних ящірок родини геконових (Gekkonidae). Ендемік Індонезії.

## Поширення і екологія
Gehyra serraticauda відомі за двома зразками з Нової Гвінеї, один з яких був зібраний в горах Факфак на півострові Онін, а другий — в селі Камака в районі затоки Тритон.